# Dieter Dummler
Dieter Dummler (* 3. Mai 1933; † 15. Juni 2020 in Lübeck) war ein deutscher Arzt, Münzsammler und Numismatiker. Er war Spezialist für die Lübecker Münzgeschichte.

## Leben und Wirken
Dieter Dummler studierte Medizin und wurde zum Dr. med. promoviert. Er arbeitete als niedergelassener Orthopäde in Lübeck.
Für seine Forschungen nutzte er nicht nur das Archiv der Hansestadt Lübeck und dessen Münzsammlung, sondern auch seine eigene Sammlung, die er innerhalb von mehr als drei Jahrzehnten aufbaute. Diese Sammlung wurde im März 2004 vom Auktionshaus Künker im Ganzen versteigert. Der Schätzpreis betrug 500.000 Euro, der Aufrufpreis 400.000 Euro. Mit 644 Münzen und einigen Medaillen und Marken handelte es sich um eine der größten privaten Sammlungen zur Lübecker Münzgeschichte.
Die rund 3000 Münzen der Sammlung des Lübecker Archivs wurden von Dummler nach seinem Eintritt in den Ruhestand gesichtet und neu beschrieben. Sie ist vor allem durch seine Arbeit online gestellt.

## Veröffentlichungen
- Der Denar zur Slavenzeit, in: Von Postboten, Briefen und Dukaten herausgegeben von Antjekathrin Graßmann und Werner Neugebauer, Verlag Schmidt-Römhild, Lübeck 1993, S. 153ff.
- Lübecks Davidtaler und die Zeit der Reformation, in: Geldgeschichtliche Nachrichten (GN) 169, 1995, S. 24ff.
- Moskauer Gegenstempel auf Lübecker Münzen, in: Zeitschrift des Vereins für lübeckische Geschichte und Altertumskunde Band 76, 1996, S. 299ff.
- Die Reichsmünzordnung von 1551 und der Rat von Lübeck, in: Zeitschrift des Vereins für lübeckische Geschichte und Altertumskunde Band 79, 1999, S. 196ff.
- Der Beginn der Großsilberprägung Lübecks und der Städte des Wendischen Münzvereins anhand des Großen Lübecker Münzschatzes von 1533, Handel, Geld und Politik, Herausgegeben von Rolf Hammel-Kiesow, Verlag Schmidt-Römhild, 1999, Heft 1.
- Siebenhundert Jahre Geldwesen in Lübeck. Die Münzgeschichte der Reichs- und Hansestadt Lübeck im Spiegel der Münzsammlung des Archivs der Hansestadt Lübeck (1114–1819) mit einem Beitrag von Jörn Sanftleben, (Hrsg.: Archiv der Hansestadt Lübeck), Kleine Hefte zur Stadtgeschichte, Lübeck 2015, ISBN 978-3-7950-3123-7.